# Vier Romancen (Sjostakovitsj)
Dmitri Sjostakovitsj componeerde zijn Vier romancen naar gedichten van Alexander Poesjkin (opus 46) in 1937.

## Geschiedenis
Deze vier romancen zijn geschreven nadat de componist geheel neergesabeld was door de Russische staatspers en de Bond van Sovjetcomponisten, naar aanleiding van zijn opera Lady Macbeth uit het district Mtsensk. Men vond, vanuit de toen plotseling geldende Zjdanovdoctrine, de muziek veel te modern en onbegrijpelijk. Vlak daarvoor werd de componist nog gelauwerd vanwege diezelfde muziekstijl.

## Compositie
Het werk is origineel geschreven voor baszanger en piano. Sjostakovitsj heeft zelf drie delen georkestreerd; componist Gerard McBurnley heeft het vierde deel voor zijn rekening genomen. Sjostakovitsj heeft speciaal Aleksandr Poesjkin genomen voor zijn muzikale herstel omdat deze wordt beschouwd als de meest menslievende dichter van Rusland. De vier gedichten geven de gemoedsgesteldheid weer van de componist in die tijd:
1. Wedergeboorte;
2. Tot een jonge man, bitter snikkend;
3. Voorgevoel;
4. Stanzen.

De muziek klinkt zeer ingetogen en somber; door de baszanger is het te vergelijken met symfonie 13, maar die is nog somberder.  

## Opusnummer
De versie met piano heeft opusnummer 46; die met orkest 46A.

## Bron
- Uitgave van United.